# Ålborgs amt
Ålborgs amt (danska: Aalborg Amt) var ett amt på halvön Jylland i norra Danmark. Amtet omfattade områden på båda sidor av Limfjorden och vid Kattegatt. Utöver residensstaden Ålborg, omfattade det även städerna Nørresundby, Løgstør och Nibe.

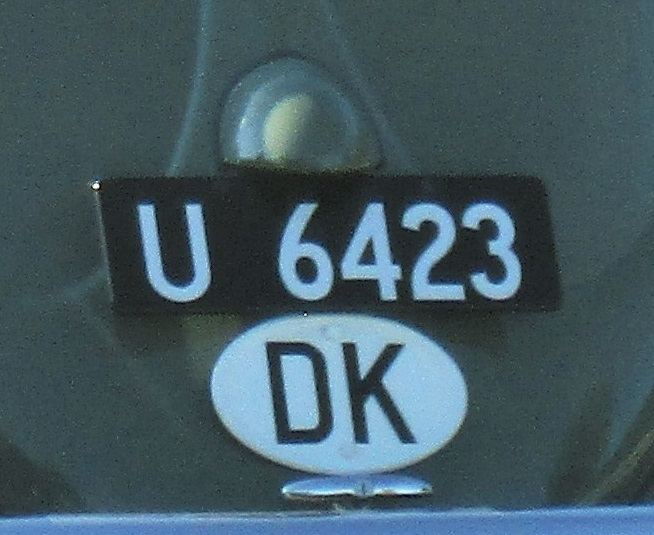
Gammal registreringsskylt från Ålborgs amt.

## Administrativ historik
Ålborgs amt bildades i samband med amtsreformen 1793 genom en sammanslagning av Mariagers och Ålborghus amt samt en del av Åstrups, Sejlstrups och Børglums amt (Kærs härad).
Amtet upphörde i samband med kommunreformen 1970 då det blev en del av det då nybildade Nordjyllands amt. Sedan kommunreformen 2007 tillhör området Region Nordjylland.

## Härader

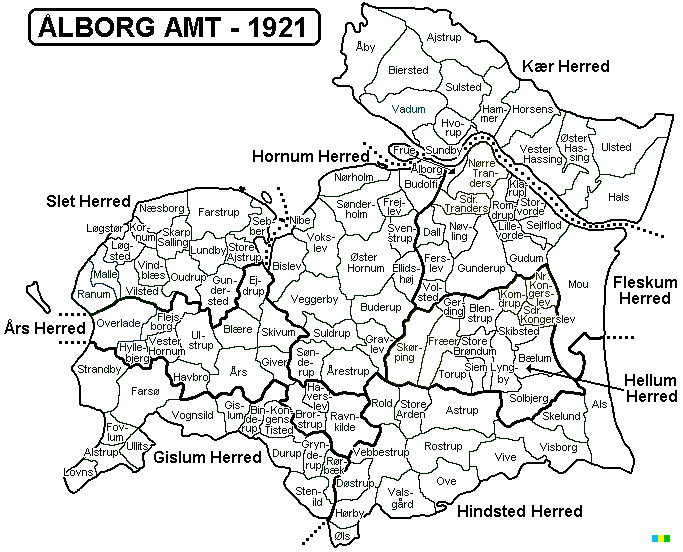
Karta över Ålborgs amt med dess indelning i härader och socknar.

Ålborgs amt omfattade åtta härader:
- Fleskums härad
- Gislums härad
- Hellums härad
- Hindsteds härad
- Hornums härad
- Kærs härad
- Slets härad
- Års härad